# 迷航昆仑墟
《迷航昆仑墟》（英語：Lost In The Kunlun Mountains）是爱奇艺、银润传媒、如月之恒影业共同出品，改编自《鬼吹灯》作者天下霸唱之同名小说。由许凯、钟楚曦领衔主演，王阳、阮巨、张晨光主演的民国悬疑网络剧。该剧于2022年7月27日在爱奇艺及腾讯视频联合播出。剧集首播当日还创下5038的爱奇艺联播剧首日最高热度值。

## 劇情
民国初年，海外归来的学子丁云齐(许凯)作为可以开启昆仑墟宝藏的唯一传承人，一踏进上海便成为多方势力关注的焦点，一时间杀机四伏，敌友难分。外有政府要员、军阀的威逼利诱，内有五门叛徒的图谋暗算，丁云齐多次遭受迫害身陷绝境，但每一次死里逃生之后都更加坚定了他保护昆仑墟免落贼人之手的决心。所幸丁云齐也因此结交了一帮志同道合的朋友，越来越多和丁云齐一样满怀报国兴邦志愿的正义之士在丁云齐的带领下，加入了守护昆仑墟的队伍，一同携手摧毁僵化封建观念的桎梏、腐朽的传统、乃至混乱民国的不正之风。他们相信丁云齐一定会找到昆仑墟，并将它交给新中国。